# Codex Ephraemi Rescriptus

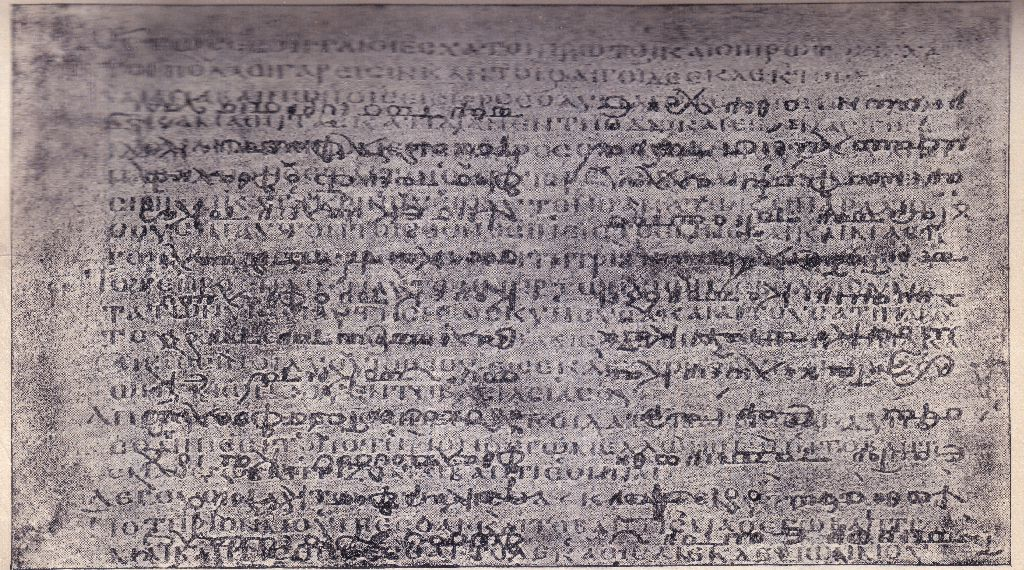
Codex Ephraemi Rescriptus, in de Bibliothèque nationale de France, Parijs

De Codex Ephraemi Rescriptus (Parijs, Bibliothèque nationale de France Ms. Gr. 9); Codex C (04) is een vroeg-5e-eeuws Grieks handschrift van de Bijbel, een van de vier belangrijkste grote Griekse Bijbelse handschriften die met hoofdletters op perkament zijn geschreven, zie Codex Sinaiticus, Codex Alexandrinus en Codex Vaticanus.

## Naam en herkomst

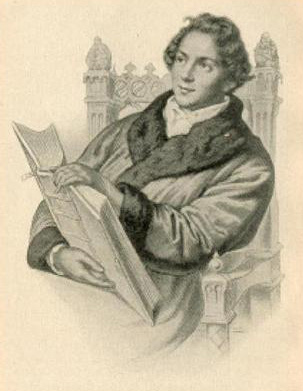
Tischendorf in 1841

De Codex Ephraemi Rescriptus ontleent zijn naam aan de verhandeling over Efrem de Syriër, die, in Griekse vertaling, over de oorspronkelijke tekst van het perkament heen geschreven (rescriptus) is, nadat die er zo veel mogelijk afgewassen was. Een dergelijk manuscript heet een palimpsest.
Die latere tekst dateert uit de 12e eeuw. Gelukkig is de oorspronkelijke tekst niet volledig gewist. Onder de tekst over Ephraem bevinden zich namelijk de overblijfselen van wat ooit een volledige Bijbel is geweest, zowel het Oude Testament als het Nieuwe Testament.
De Codex Ephraemi Rescriptus is een belangrijke bron voor de tekstkritiek.
Na de Val van Constantinopel in 1453, werd de Codex Ephraemi Rescriptus door een geleerde die het land uittrok meegenomen naar Florence. Catharina de' Medici nam het als deel van haar bruidsschat mee naar Frankrijk. Via de koninklijke bibliotheek van het Franse koningshuis kwam het in de Bibliothèque nationale de France terecht.
De Zwitserse nieuwtestamenticus J. J. Wettstein was de eerste die het volledige Nieuwe Testament van deze Codex in 1716 samenstelde. Konstantin von Tischendorf vestigde zijn internationale reputatie, toen hij in 1843 de tekst van het Nieuwe Testament en in 1845 de tekst van het Oude Testament publiceerde. De toestand van de vele gescheurde bladen, en de schimmige letters onder de latere tekst maakten de ontcijfering extreem moeilijk. Zelfs met moderne hulpmiddelen, zoals ultravioletfotografie, is niet de volledige tekst met zekerheid vast te stellen.

## Inhoud

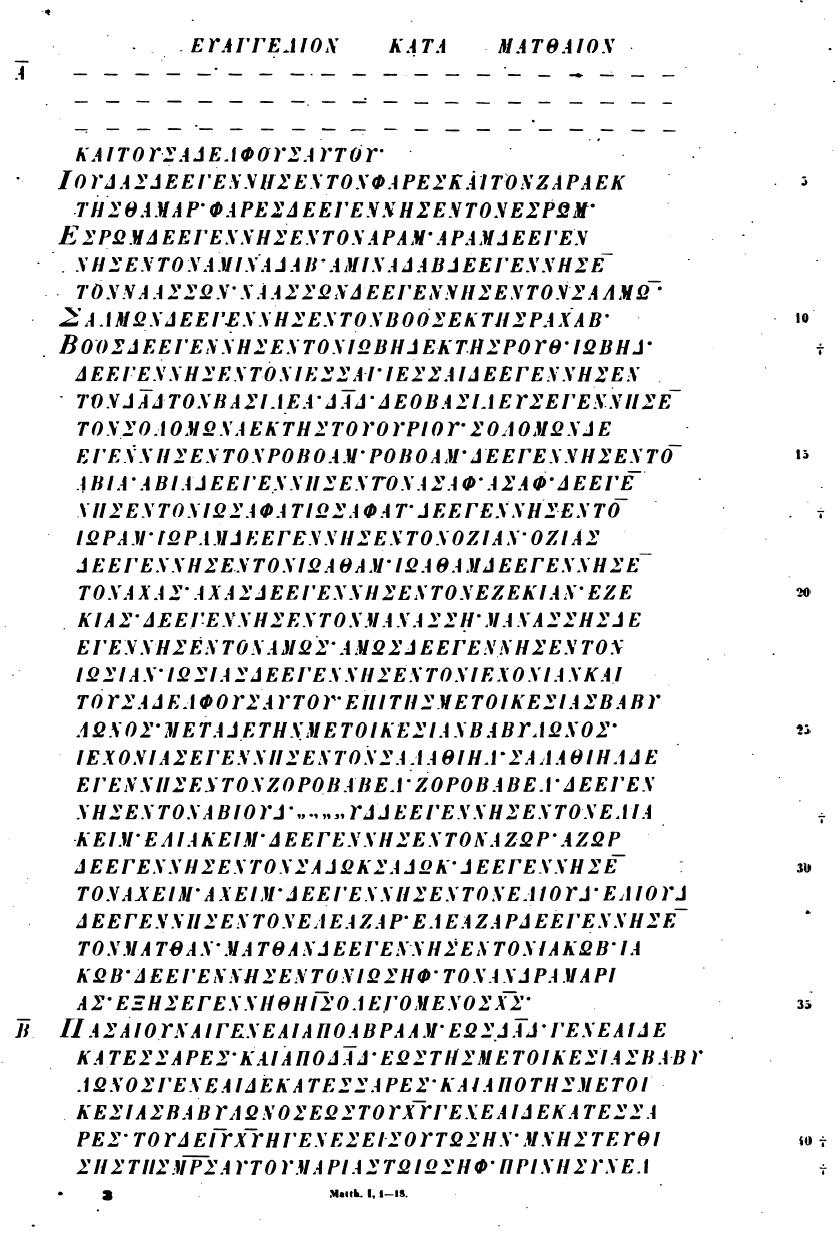
Matt. 1,2-18 (Tischendorf facsimile)

De Codex Ephraemi Rescriptus (zie afbeelding) met 31.4-32.5 cm bij 25.6-26.4 cm, met één kolom tekst per bladzijde.
Van het Oude Testament zijn er fragmenten van Job; Spreuken, Prediker, Hooglied, Wijsheid van Salomo, Wijsheid van Jezus Sirach aanwezig.
Bijna alle boeken van het Nieuwe Testament zijn vertegenwoordigd, maar geen één is compleet:
- Van Matteüs ontbreekt: 1:1-2; 5:15-7:5; 17:26-18:28; 22:21-23:17; 24:10-45; 25:30-26:22; 27:11-46; 28:15-einde;
- Van Marcus ontbreekt: 1:1-17; 6:32-8:5; 12:30-13:19;
- Van Lucas ontbreekt: 1:1-2; 2:5-42; 3:21-4:25; 6:4-36; 7:17-8:28; 12:4-19:42; 20:28-21:20; 22:19-23:25; 24:7-45
- Van Johannes ontbreekt: 1:1-3; 1:41-3:33; 5:17-6:38; 7:3-8:34; 9:11-11:7; 11:47-13:7; 14:8-16:21; 18:36-20:25;
- Van Handelingen van de Apostelen ontbreekt: 1:1-2; 4:3-5:34; 6:8; 10:43-13:1; 16:37-20:10; 21:31-22:20; 3:18-24:15; 26:19-27:16;28:5-einde;
- Van Romeinen ontbreekt: 1:1-3; 2:5-3:21; 9:6-10:15; 11:31-13:10;
- Van 1 Korinthiërs ontbreekt: 1:1-2; 7:18-9:6; 13:8-15:40;
- Van 2 Korinthiërs ontbreekt: 1:1-2; 10:8-einde
- Van Galaten ontbreekt: 1:1-20
- Van Efeziërs ontbreekt: 1:1-2:18; 4:17-einde
- Van Filippenzen ontbreekt: 1:1-22; 3:5-einde
- Van Kolossenzen ontbreekt: 1:1-2;
- Van 1 Tessalonicenzen ontbreekt: 1:1; 2:9-einde;
- Van 2 Tessalonicenzen ontbreekt geheel.
- Van Timoteüs ontbreekt: 1:1-3:9; 5:20-einde;
- Van Timoteüs ontbreekt: 1:1-2;
- Van Titus ontbreekt: 1:1-2
- Van Filemon ontbreekt: 1-2
- Van Hebreeën ontbreekt: 1:1-2:4; 7:26-9:15; 10:24-12:15;
- Van Jakobus ontbreekt: 1:1,2; 4:2-einde
- Van 1 Petrus ontbreekt: 1:1-2; 4:5-einde;
- Van 2 Petrus ontbreekt: 1:1
- Van 1Johannes ontbreekt: 1:1-2; 4:3-einde
- Van 2Johannes ontbreekt geheel;
- Van 3Johannes ontbreekt: 1-2
- Van Judas ontbreekt: 1-2
- Van Openbaring ontbreekt: 1:1-2; 3:20-5:14; 7:14-17; 8:5-9:16; 10:10-11:3; 16:13-18:2; 19:5-einde.